# Roa (artista)
Roa (1975) è un writer belga originario di Gand, noto a livello internazionale per i suoi murales che ritraggono animali selvatici o urbani e uccelli tipici del luogo in cui dipinge e che sono presenti lungo le strade di diverse città in Europa, negli Stati Uniti, in Australia e Nuova Zelanda, in Asia e in Africa.

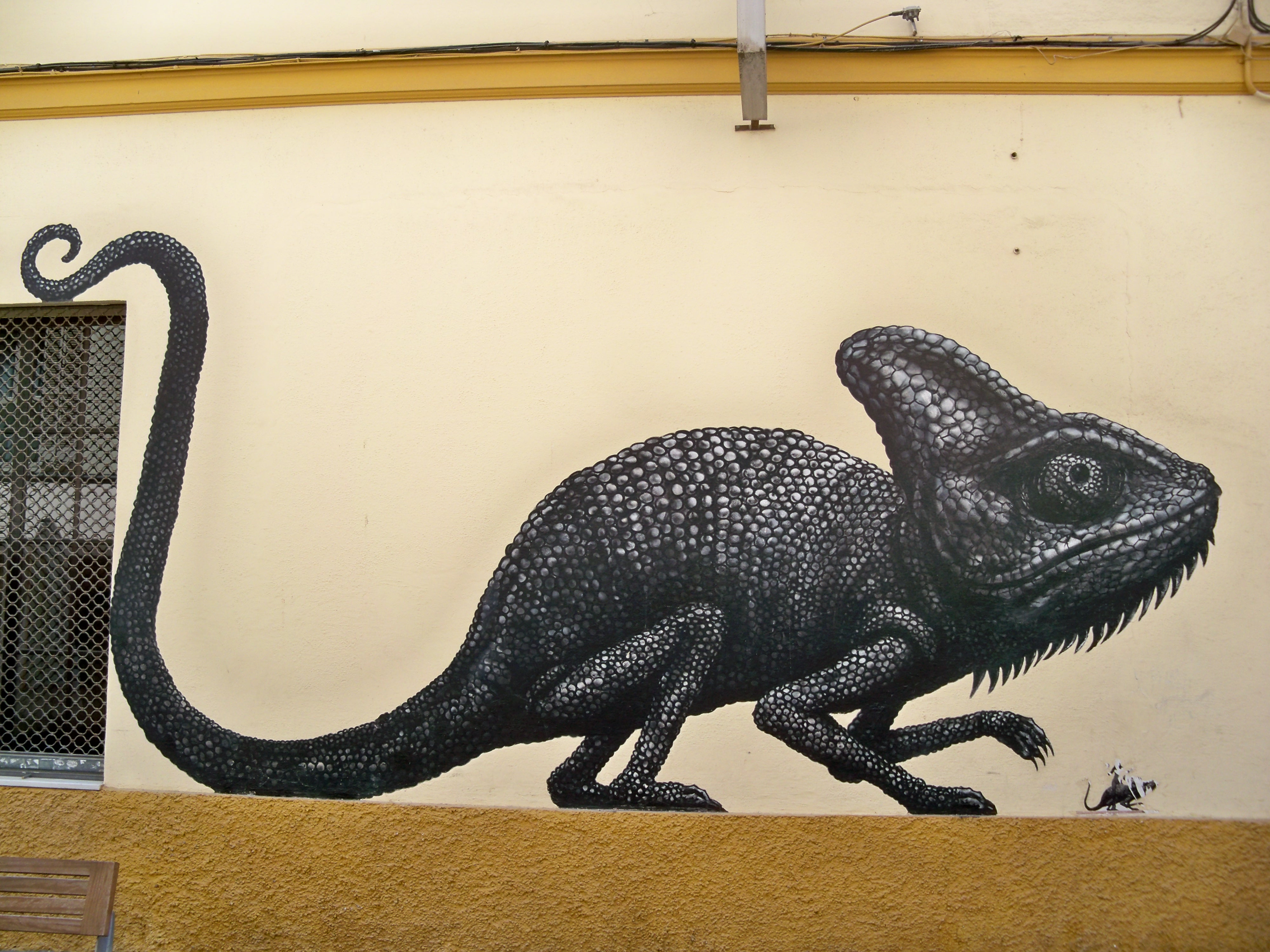
Camaleonte a Malaga

Roa di solito utilizza una tavolozza di colori minimale, come il nero e il bianco, ma crea anche utilizzando colori vivaci che raffigurano la carne o i sistemi interni degli uccelli o di altri animali.
Nel 2010, l'artista ha dipinto un grande uccello sul lato di un ristorante indiano all'incrocio tra Hanbury Street e Brick Lane a Tower Hamlets. Inizialmente doveva essere un airone, ma lo cambiò in una gru dopo aver appreso che le gru sono sacre per la comunità bengalese.
Nel 2011, il writer è diventato particolarmente noto nel Regno Unito per una disputa avuta con il consiglio di Hackney. Le autorità cittadine, infatti, avevano minacciato di coprire uno dei suoi dipinti, un coniglio alto 3,5 metri, realizzato legalmente sul muro dei Premises Studios in Hackney Road. È stata lanciata una campagna da parte dei proprietari dell'edificio e dei residenti per mantenere il murale costringendo il consiglio a cambiare idea.